# Nhiệm kỳ tổng thống của Barack Obama
Nhiệm kỳ tổng thống của Barack Obama bắt đầu vào buổi trưa theo giờ EST (17:00 giờ UTC) ngày 20 tháng 1 năm 2009 và đã kết thúc vào buổi trưa theo giờ EST (17:00 giờ UTC) ngày 20 tháng 1 năm 2017, trước đó ông đã nhậm chức tổng thống thứ 44 của Hoa Kỳ, kế nhiệm George W. Bush. Obama, một đảng viên Đảng Dân chủ đến từ Illinois, đã nhậm chức sau chiến thắng quyết định trước ứng cử viên Đảng Cộng hòa John McCain trong cuộc bầu cử tổng thống năm 2008. Bốn năm sau, trong cuộc bầu cử tổng thống năm 2012, ông đánh bại ứng cử viên Đảng Cộng hòa Mitt Romney để tái đắc cử. Obama được Đảng viên Cộng hòa Donald Trump kế nhiệm với chiến thắng trong cuộc bầu cử tổng thống năm 2016. Obama là tổng thống đầu tiên người Mỹ gốc Phi, là tổng thống đầu tiên đa chủng tộc, tổng thống không phải da trắng đầu tiên, và là tổng thống đầu tiên được sinh ra tại Hawaii.
Các hành động trong nhiệm kỳ đầu tiên của Obama đã giải quyết cuộc khủng hoảng tài chính toàn cầu và bao gồm một gói kích thích lớn, gia hạn một phần cắt giảm thuế của Bush, luật cải cách chăm sóc sức khỏe, một dự luật cải cách quy định tài chính lớn và chấm dứt sự hiện diện quân sự lớn của Mỹ ở Iraq. Obama cũng bổ nhiệm các Thẩm phán Tòa án Tối cao Elena Kagan và Sonia Sotomayor, những người sau này trở thành người Mỹ gốc Tây Ban Nha đầu tiên vào Tòa án Tối cao. Đảng Dân chủ kiểm soát cả hai viện của Quốc hội cho đến khi đảng Cộng hòa giành được đa số tại Hạ viện trong cuộc bầu cử năm 2010. Sau cuộc bầu cử, Obama và các đảng viên Cộng hòa trong Quốc hội đã tham gia vào một cuộc tranh chấp kéo dài về mức chi tiêu của chính phủ và mức trần nợ. Chính sách chống khủng bố của chính quyền Obama đã hạ thấp mô hình chống nổi dậy của Bush, mở rộng các cuộc không kích và sử dụng rộng rãi các lực lượng đặc biệt, đồng thời khuyến khích sự phụ thuộc nhiều hơn vào quân đội của chính phủ chủ nhà. Chính quyền Obama đã tổ chức chiến dịch quân sự dẫn đến việc giết chết trùm khủng bố Osama bin Laden vào ngày 2 tháng 5 năm 2011.
Trong nhiệm kỳ thứ hai của mình, Obama đã thực hiện các bước để chống lại biến đổi khí hậu, ký một thỏa thuận khí hậu quốc tế lớn và một sắc lệnh hành pháp để hạn chế lượng khí thải carbon. Obama cũng chủ trì việc thực hiện Đạo luật Chăm sóc Sức khỏe với Giá cả hợp túi tiền và các đạo luật khác được thông qua trong nhiệm kỳ đầu tiên của mình, và ông đã đàm phán các mối quan hệ hợp tác với Iran và Cuba. Số lượng lính Mỹ ở Afghanistan đã giảm đáng kể trong nhiệm kỳ thứ hai của Obama, mặc dù lính Mỹ vẫn ở Afghanistan trong suốt nhiệm kỳ tổng thống của Obama. Đảng Cộng hòa nắm quyền kiểm soát Thượng viện sau cuộc bầu cử năm 2014, và Obama tiếp tục giằng co với các đảng viên Cộng hòa trong quốc hội về chi tiêu của chính phủ, nhập cư, đề cử tư pháp và các vấn đề khác.

## Bầu cử năm 2008

Phiếu đại cử tri năm 2008

Sau khi giành chiến thắng trong cuộc bầu cử đại diện cho bang Illinois tại Thượng viện vào năm 2004, Obama tuyên bố rằng ông sẽ tranh cử tổng thống vào tháng 2 năm 2007. Trong cuộc bầu cử sơ bộ của đảng Dân chủ năm 2008, Obama phải đối đầu với Thượng nghị sĩ và cựu Đệ nhất phu nhân Hillary Clinton. Một số ứng cử viên khác, bao gồm Thượng nghị sĩ Joe Biden của Delaware và cựu Thượng nghị sĩ John Edwards, cũng tranh cử, nhưng những ứng cử viên này đã bỏ qua sau cuộc bầu cử sơ bộ ban đầu. Vào tháng 6, vào ngày bầu cử sơ bộ cuối cùng, Obama đã giành được đề cử khi giành được đa số đại biểu, bao gồm cả đại biểu cam kết và siêu đại biểu. Obama và Biden, người được Obama chọn làm người phó tranh cử của mình, đã được đề cử là đại diện của đảng Dân chủ tại Đại hội toàn quốc đảng Dân chủ tháng 8 năm 2008.
Với việc Tổng thống Cộng hòa George W. Bush bị giới hạn nhiệm kỳ, đảng Cộng hòa đã đề cử Thượng nghị sĩ John McCain của Arizona cho chức vụ tổng thống. Trong cuộc tổng tuyển cử, Obama đã đánh bại McCain, chiếm 52,9% số phiếu phổ thông và 365 trong số 538 phiếu đại cử tri. Trong cuộc bầu cử Quốc hội, đảng Dân chủ đã bổ sung vào đa số của họ trong cả hai viện của Quốc hội, và Chủ tịch Hạ viện Nancy Pelosi và Lãnh đạo Đa số Thượng viện Harry Reid đều vẫn giữ chức vụ của họ. Các đảng viên Cộng hòa John Boehner và Mitch McConnell lần lượt tiếp tục giữ chức Lãnh đạo thiểu số Hạ viện và Lãnh đạo thiểu số Thượng viện.

## Giai đoạn chuyển tiếp và bắt đầu nhiệm kỳ

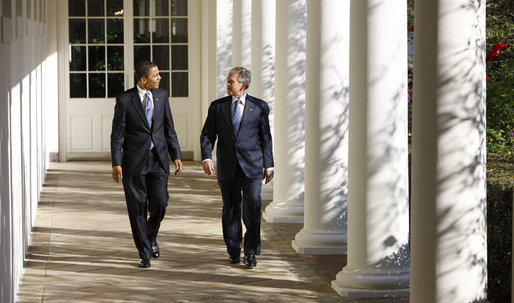
Tổng thống mãn nhiệm George W. Bush và Tổng thống đắc cử Barack Obama vào ngày 10 tháng 11 năm 2008

Giai đoạn chuyển tiếp tổng thống bắt đầu sau khi Obama đắc cử tổng thống vào tháng 11 năm 2008, mặc dù Obama đã chọn Chris Lu để bắt đầu lập kế hoạch cho quá trình chuyển đổi vào tháng 5 năm 2008. John Podesta, Valerie Jarrett và Pete Rouse đồng chủ trì Dự án Chuyển tiếp Obama-Biden. Trong giai đoạn chuyển tiếp, Obama đã công bố các đề cử cho Nội các và chính quyền của mình. Vào tháng 11 năm 2008, Dân biểu Rahm Emanuel đã chấp nhận lời đề nghị của Obama để làm Chánh văn phòng Nhà Trắng. Obama nhậm chức vào ngày 20 tháng 1 năm 2009, kế nhiệm George W. Bush. Obama chính thức nhậm chức tổng thống lúc 12 giờ trưa, giờ EST, và hoàn thành lễ tuyên thệ nhậm chức lúc 12 giờ 5 phút chiều, giờ EST. Ông đã đọc diễn văn nhậm chức của mình ngay sau khi tuyên thệ. Nhóm chuyển tiếp của Obama rất khen ngợi nhóm chuyển tiếp sắp mãn nhiệm của chính quyền Bush, đặc biệt là liên quan đến an ninh quốc gia, và một số yếu tố của quá trình chuyển đổi Bush-Obama sau đó đã được hệ thống hóa thành luật.

## Nhiệm kỳ chính

### Nội các được bổ nhiệm
Sau lễ nhậm chức của ông, Obama và Thượng viện đã làm việc để xác nhận các ứng cử viên của ông vào Nội các Hoa Kỳ. Ba nhân vật cấp Nội các không yêu cầu xác nhận: Phó Tổng thống Joe Biden, người được Obama chọn làm người tranh cử tại Đại hội Quốc gia Đảng Dân chủ năm 2008, Tham mưu trưởng Rahm Emanuel và Bộ trưởng Quốc phòng Robert Gates, người được Obama chọn giữ lại từ nội các trước. Một danh sách đề xuất ban đầu đến từ Michael Froman, khi đó là giám đốc điều hành của Citigroup. Obama mô tả các lựa chọn trong Nội các của ông là một "nhóm đối thủ", và Obama đã chọn một số quan chức công nổi tiếng cho các vị trí Nội các, bao gồm cả cựu đối thủ của đảng Dân chủ Hillary Clinton làm Ngoại trưởng. Obama đã đề cử một số cựu quan chức của chính quyền Clinton vào Nội các và các vị trí khác. Vào ngày 28 tháng 4 năm 2009, Thượng viện xác nhận cựu thống đốc Kansas Kathleen Sebelius làm Bộ trưởng Y tế và Dịch vụ Nhân sinh, hoàn thành Nội các ban đầu của Obama. Trong nhiệm kỳ tổng thống của Obama, bốn đảng viên Cộng hòa phục vụ trong Nội các của Obama: Ray LaHood với tư cách Bộ trưởng Giao thông, Robert McDonald làm Bộ trưởng Cựu chiến binh, Gates và Chuck Hagel làm Bộ trưởng Quốc phòng.

### Các vị trí đáng chú ý không trong Nội các
- Cố vấn cho Tổng thống
  - Pete Rouse (2011–2014)
  - John Podesta (2014–2015)
- Cố vấn cấp cao cho Tổng thống
  - Valerie Jarrett (2009–2017)
  - Pete Rouse (2009–2010)
  - David Axelrod (2009–2011)
  - David Plouffe (2011–2013)
  - Daniel Pfeiffer (2013–2015)
  - Brian Deese (2015–2017)
  - Shailagh Murray (2015–2017)
- Phó Chánh văn phòng Nhà Trắng
  - Jim Messina (2009–2011)
  - Mona Sutphen (2009–2011)
  - Nancy-Ann DeParle (2011–2013)
  - Alyssa Mastromonaco (2011–2014)
  - Mark B. Childress (2012–2014)
  - Rob Nabors (2013–2015)
  - Anita Decker Breckenridge (2014–2017)
  - Kristie Canegallo (2014–2017)
- Thư ký Báo chí Nhà Trắng
  - Robert Gibbs (2009–2011)
  - Jay Carney (2011–2014)
  - Josh Earnest (2014–2017)
- Giám đốc Truyền thông Nhà Trắng
  - Ellen Moran (2009)
  - Anita Dunn (2009)
  - Daniel Pfeiffer (2009–2013)
  - Jennifer Palmieri (2013–2015)
  - Jen Psaki (2015–2017)
- Cố vấn Nhà Trắng
  - Greg Craig (2009–2010)
  - Bob Bauer (2010–2011)
  - Kathryn Ruemmler (2011–2014)
  - Neil Eggleston (2014–2017)